# Beatrix Potter
Helen Beatrix Potter (Londra, 28 luglio 1866 – Near Sawrey, 22 dicembre 1943) è stata un'illustratrice, scrittrice e naturalista britannica, ricordata soprattutto per i suoi libri illustrati per bambini.
Le sue opere celebrano la vita e la natura nella campagna inglese attraverso il racconto delle avventure di animali antropomorfizzati come il celebre Peter Coniglio (La storia di Peter Coniglio, The Tale of Peter Rabbit, 1902). Potter è una delle più lette e amate scrittrici di letteratura per l'infanzia; i suoi 23 racconti sono stati tradotti in 35 lingue e hanno venduto oltre 100 milioni di copie. Le sue storie sono state adattate al cinema, rielaborate nella musica e nella danza; la sua vita raccontata in un lungometraggio cinematografico e televisivo.
La passione per la natura, per gli animali e per la pittura, in particolare ad acquerello, fu il tema conduttore della vita di Potter fin dall'infanzia, e si riflette nelle sue opere letterarie. I suoi libri illustrati ebbero un grande successo, e i corrispondenti introiti, uniti all'eredità ricevuta da una zia, le consentirono di comprare prima il terreno di Hill Top Farm a Near Sawrey, un villaggio nel Lake District, e poi quello di numerose fattorie adiacenti per preservare il paesaggio collinare di quel paese. Potter si impegnò nella salvaguardia dell'ambiente naturale dei terreni di sua proprietà, che alla sua morte lasciò in eredità al National Trust; questi terreni costituiscono gran parte dell'odierna area naturale protetta del Lake District National Park.

## Infanzia e giovinezza

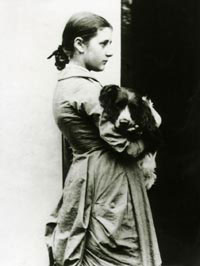
Potter all'età di quindici anni con il suo cane.

I genitori di Beatrix appartenevano a famiglie benestanti. Il padre, Rupert William Potter (1832-1914), avvocato, nel 1863 sposò Helen Leech (1839-1932), figlia di agiati mercanti di cotone e cugina di Lord Ashton. Nel 1883 Rupert Potter ereditò una grande fortuna e smise di esercitare la professione. Dopo tre anni di matrimonio, quando Helen era in attesa del primo figlio, la coppia andò a vivere a Bolton Garden, nella Kensington rurale, in una grande casa con la servitù, dove Beatrix Potter venne alla luce il 28 luglio 1866.
Quella di Beatrix era una tipica famiglia vittoriana, nella quale i figli vivevano solo occasionalmente a stretto contatto con i genitori, mentre erano le governanti a occuparsi della loro educazione e istruzione. Beatrix trascorse un'infanzia piuttosto solitaria, era delicata e spesso malata; dedicava molta parte del suo tempo al disegno e alla pittura, incoraggiata dai genitori, dotati di talento artistico. Il padre frequentava regolarmente le mostre, i teatri e le gallerie d'arte, e fu un abile fotografo amatoriale.
Quando Beatrix aveva sei anni, nacque il secondo figlio dei Potter, Walter Bertran. I due fratelli trascorsero l’infanzia lontano dagli altri bambini della loro età e strinsero amicizia con pochi coetanei. Fin da piccoli dimostrarono un particolare interesse per gli animali che vivevano con loro o che trovavano in natura (topi, conigli, pipistrelli, ricci, farfalle e altri insetti); li osservavano con grande attenzione, per poi disegnarli e studiarli. All'età di sei o sette anni Beatrix ebbe una copia de Le avventure di Alice nel paese delle meraviglie e fu colpita dalle illustrazioni di Tenniel. Per curare l'educazione artistica della figlia, Rupert Potter assunse un'apposita insegnante, dalla quale Beatrix apprese il disegno a mano libera, la geometria, la prospettiva e la pittura di fiori ad acquerello. Beatrix disegnava di tutto: dal giardino della casa di Londra e i fabbricati agricoli di Camfield Place alle nature morte e alle illustrazioni dei libri che stava leggendo, mostrando però di prediligere fiori e animali, dipinti nei minimi dettagli.
Durante i primi quindici anni della sua vita, Beatrix trascorse le vacanze estive a Dalguise, in un'elegante dimora affittata dai genitori sul fiume Tay nel Perthshire, in Scozia, e successivamente a Wray Castle, nel Lake Distrect. Qui incontrò Hardwicke Rawnsley, vicario di Wray e poi segretario fondatore del National Trust, il cui interesse per la vita di campagna e la tutela del paesaggio fu di ispirazione costante per Beatrix. Il diretto contatto con la natura delle regioni scozzesi nutrì l'immaginazione e l'osservazione dei fratelli Potter, che fin da bambini mostrarono un forte interesse per le scienze naturali.
Come era comune nell'età vittoriana, i genitori di Beatrix, pur non scoraggiando la sua istruzione, riservarono al figlio maschio l'iscrizione a una prestigiosa scuola e il proseguimento degli studi a Oxford, mentre assicurarono alla figlia maggiore solo una formazione privata. Nel 1884, quando Walter Bertrand, undicenne, iniziò la sua carriera scolastica all'Eastbourne College, nel Sussex, Beatrix rimase sola con i genitori a Bolton Gardens, con la nuova governante Annie Carter, di soli tre anni più vecchia di lei.
Sarà l'ultima governante che la seguirà; quando nel giugno 1885 Annie si sposerà con Edwin Moore, un ingegnere civile, non verrà più sostituita da altre insegnanti. Durante il breve periodo di permanenza nella casa dei Potter, le due ragazze intesseranno un sincero rapporto di amicizia, mantenuto in vita da una lunga corrispondenza epistolare. Annie svolgerà un ruolo importante anche per la carriera professionale di Beatrix. La maggior parte delle lettere che quest'ultima scriverà ai figli dell'amica, contenevano infatti illustrazioni da lei create, e sarà proprio Annie a consigliare Beatrix di trasformare queste lettere in raccolte di libri per bambini.
Dai 15 ai 30 anni, Beatrix tiene un diario, scritto in un codice da lei stessa inventato, probabilmente per tenerlo lontano dagli occhi indiscreti della madre, con cui non aveva un buon rapporto. Cesserà di scrivervi nel 1897, quando verrà assorbita dall’interesse per gli studi di carattere scientifico e dagli sforzi di pubblicazione dei suoi disegni. Il diario non costituisce una puntuale autobiografia della scrittrice, né rivela particolari intimi della sua vita; terminato prima che venissero pubblicate le sue prime opere, è piuttosto una scrittura privata occasionale, nella quale l'autrice registra le sue osservazioni sulla natura, i suoi interessi artistici e intellettuali, le sue impressioni sui luoghi e le mostre d'arte che ha visitato, raccogliendo aneddoti che coinvolgono i membri della famiglia o altre persone. Il codice con il quale Beatrix scrive il suo quaderno segreto, utilizzato anche come album da disegno, verrà decodificato solo nel 1958, vent'anni dopo la sua morte, da un collezionista di suoi disegni, Leslie Linder.

## Carriera artistica e letteraria
Fecero parte dell'educazione di Beatrix non solo le narrazioni di carattere religioso, come quelle contenute nell'Antico Testamento o in The Pilgrim’s Progress (Il pellegrinaggio del cristiano) di John Bunyan, ma anche le favole di Esopo, i racconti dei fratelli Grimm e Hans Christian Andersen, Charles Kingsley, alcune fiabe folcloristiche e mitologiche scozzesi, Shakespeare e i romanzi di Walter Scott. All’età di otto anni rimase affascinata dal Book of Nonsense di Edward Lear e dalle avventure di Alice nel Paese delle Meraviglie. Tuttavia, sembrava più interessata alle illustrazioni presenti in questi racconti piuttosto che ai testi narrati. Iniziò a creare illustrazioni per libri sin da giovanissima, sviluppando una propria tecnica influenzata dall'esperienza di altri illustratori come Walter Crane, Kate Greenaway e Randolph Caldecott. Quando iniziò a creare le sue prime illustrazioni per libri scelse di focalizzarsi su storie tradizionali come Cenerentola, La bella addormentata, Alì Babà e i quaranta ladroni e Cappuccetto Rosso, ma la maggior parte delle sue illustrazioni ritraevano i suoi animali domestici: topi, conigli, gatti e porcellini d’India.
A partire dal 1890, per guadagnare qualche soldo, Beatrix e il fratello iniziarono a creare e stampare biglietti di auguri di Natale e per altre occasioni speciali, usando come soggetti principali topi e conigli e distinguendosi per l'uso di uno stile del tutto personale. L’impresa Hildesheimer and Faulkner acquistò molti dei loro disegni, soprattutto quelli che rappresentavano Benjamin Bunny, utilizzando queste illustrazioni per accompagnare un componimento di Frederic Weatherly dal titolo A Happy Pair. Nel 1893 la stessa azienda comprò molte altre illustrazioni di Potter per una raccolta di versi intitolata Our Dear Relations. L’anno successivo Potter riuscì a vendere una serie di versi e illustrazioni sulle rane. Soddisfatta del proprio lavoro e del successo conseguito, decise di pubblicare un proprio libro di storie illustrate, offrendolo a un certo numero di editori di libri per bambini, tra i quali Frederick Warne, senza però ricevere risposte positive.

## Illustrazioni scientifiche e studi in micologia

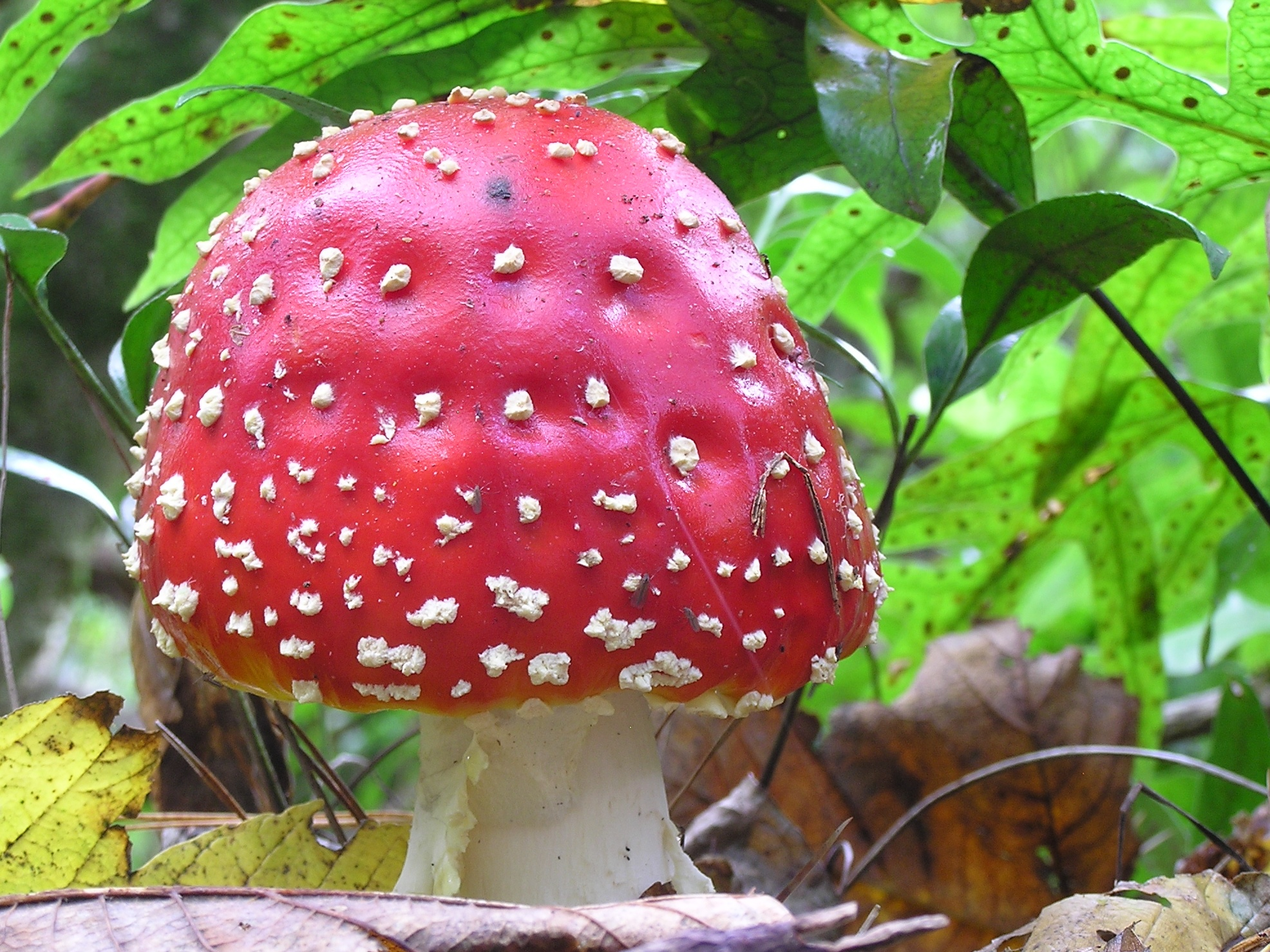
LAmanita muscaria.

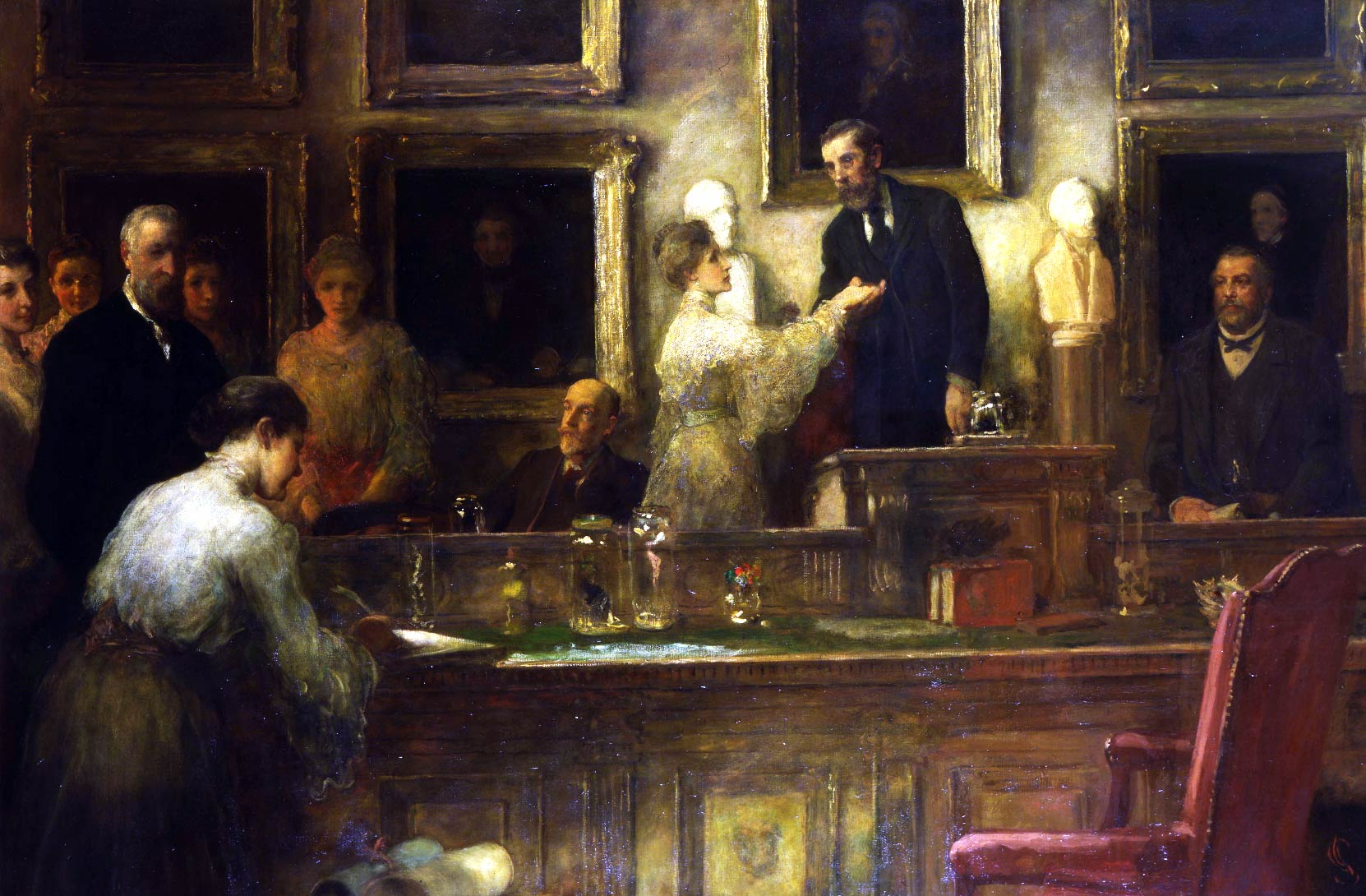
Prima ammissione di una donna alla London Linnean Society (1905).

Beatrix era interessata a ogni campo delle scienze naturali, fatta eccezione per l’astronomia, e per ognuna di queste discipline realizzò delle illustrazioni. A partire dal 1890 i suoi interessi scientifici si spostarono sulla micologia. La incuriosivano molto i funghi per la varietà dei colori che presentavano. Il suo interesse per la materia aumentò in seguito all’incontro con Charles Mclntosh, avvenuto nell’estate del 1892 a Dunkeld nel Perthshire. Il naturalista e micologo amatoriale la aiutò a migliorare l’accuratezza delle sue illustrazioni e le insegnò l’arte della tassonomia. Lo zio Sir Henry Roscoe, noto chimico all'epoca, con l'intenzione di incoraggiare la nipote in questi studi, la presentò al direttore del Kew Gardens, William Thistleton-Dyer, perché le fosse concesso il permesso di frequentare e studiare in quel centro di ricerca botanica. Beatrix studiò le spore al microscopio e provò a coltivarle, produsse diverse illustrazioni e dipinti e annotò quando stava osservando. Le sue ricerche furono accolte con un certo scetticismo da parte della comunità scientifica, perché non faceva parte della cerchia ufficiale di studiosi, ma soprattutto perché era donna.

Nel 1897 la sua teoria sulla germinazione delle spore di fungo (agaricus), On the Germination of the Spores of the Agaricineae, venne presentata alla Linnean Society, ma Beatrix non poté parteciparvi, perché la presenza a questi consessi era vietata alle donne. Il suo scritto non venne preso in seria considerazione, e in seguito Beatrix lo ritirò, probabilmente per modificarlo. Non venne mai pubblicato, e andò perduto. Circa un secolo dopo, nel 1997, la Linnean Society avrebbe espresse le sue scuse per il sessismo che aveva guidato la valutazione dei contributi scientifici femminili.
Alla sua morte nel 1943, Potter ha donato centinaia di suoi disegni e dipinti sui funghi all'Armitt Museum and Library di Ambleside; altri, grazie all’intervento di Mclntosh, si trovano al Perth Museum and Art Gallery di Perth. Nel 1967, il micologo W.P.K. Findlay ha incluso nel suo Wayside & Woodland Fungi molti dei disegni di funghi accuratamente disegnati da Potter, soddisfacendo così il desiderio della scrittrice che un giorno i suoi disegni sarebbero stati pubblicati in un libro. Tali illustrazioni sono ritenute degne di attenzione non solo per la loro bellezza e precisione, ma anche per l'aiuto fornito ai moderni micologi nell'identificare le varietà di funghi.

## La storia di Peter Coniglio

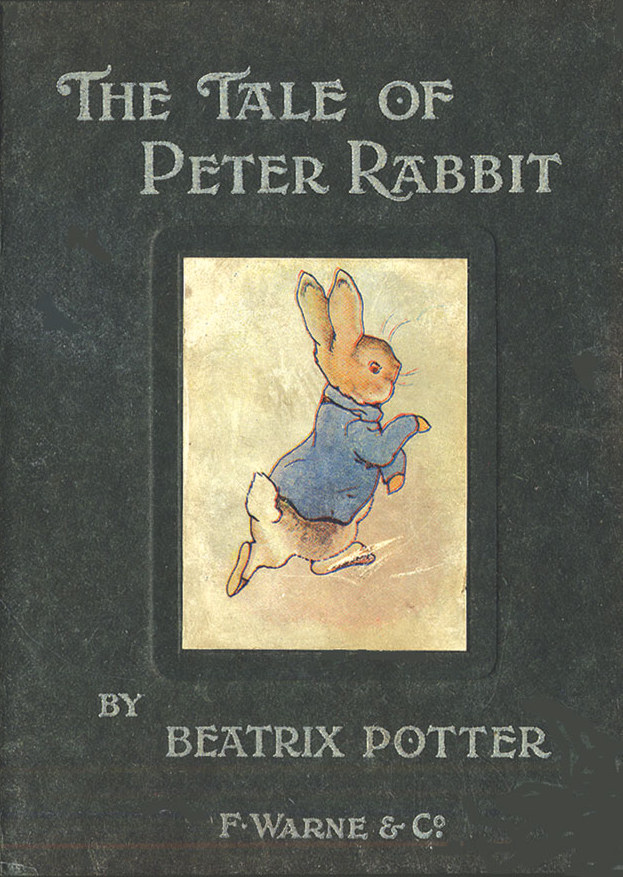
Prima edizione, 1902.

All'età di trent'anni Potter manteneva un carattere piuttosto riservato, vestiva in modo poco conforme alle altre donne del suo tempo ed era ancora nubile. Continuava a vivere con la madre e a occuparsi di lei. Helen Leech era una donna piuttosto conformista e molto esigente nei confronti della figlia. Questa convivenza piuttosto infelice rappresenta una delle probabili cause della salute precaria di Beatrix, che era spesso soggetta a debolezza, malattie reumatiche e disturbi depressivi.
La svolta nella carriera artistica di Beatrix maturò lentamente; può essere contrassegnata da una lettera che scrisse il 4 settembre 1893 e che sette anni dopo ebbe degli sviluppi imprevisti. Inviata a Noel Moore, il figlio maggiore della sua ex governante Annie Carter, spesso malato, raccontava «la storia di quattro piccoli conigli i cui nomi erano Flopsy, Mopsy, Coda di cotone e Peter ...». Stimolata dall'incoraggiamento rivoltole da Annie di sfruttare la sua abilità nel raccontare e disegnare storie, Beatrix utilizzò le lettere e il materiale illustrativo contenuto per realizzare il suo primo libro per bambini, dal titolo The Tale of Peter Rabbit. Il libro venne rifiutato da ben sei case editrici, ma Beatrix non si arrese e decise di stampare lei stessa 250 copie che riuscì a vendere in breve tempo. L'anno dopo, il 2 ottobre del 1902, il libro fu apprezzato e pubblicato dalla Frederick Warne & Company, che pose a Beatrix come condizione di realizzare illustrazioni a colori e non più in bianco e nero.
The Tale of Peter Rabbit rappresentava un'innovazione per il mondo dell'infanzia. Il libro infatti era stato realizzato in un formato piuttosto piccolo, adatto alle dimensioni delle mani dei bambini. Un'altra novità era costituita dal prezzo di quest'opera: a differenza di molti altri libri illustrati, molto costosi e che la maggioranza delle famiglie difficilmente poteva permettersi, The Tale of Peter Rabbit costava solo uno scellino. Potter inoltre si rifiutò di sottovalutare i bambini adoperando un linguaggio troppo semplice e superficiale, e decise di inserire anche qualche termine complesso e talvolta ricercato in ciascuno dei suoi libri, per favorire il loro apprendimento e suscitarne la curiosità.

### Trama
Protagonisti di The Tale of Peter Rabbit sono un coniglietto di nome Peter e la sua famiglia, costituita dalla madre e dai fratelli Flopsy, Mopsy e Cotton-tail. Un giorno la madre si allontana per prendere provviste e raccomanda ai quattro coniglietti, durante la sua assenza, di giocare all'aperto senza avvicinarsi al giardino del loro vicino, Mr. McGregor, che aveva in precedenza catturato e poi mangiato papà coniglio. Flopsy, Mopsy e Cotton-tail restano vicini al sentiero a cogliere dei frutti, Peter invece incurante delle raccomandazioni della madre si dirige verso il giardino del signor McGregor per mangiare alcune verdure. Improvvisamente incontra il padrone di casa che, subito lo rincorre dandogli del ladro. Peter riuscirà a sfuggirgli ma, durante questa disavventura, perderà gli indumenti. Al rientro a casa, mamma coniglio, dopo aver capito cos'è successo, lo manderà a dormire solo con un cucchiaio di camomilla per cena.

## Maturità

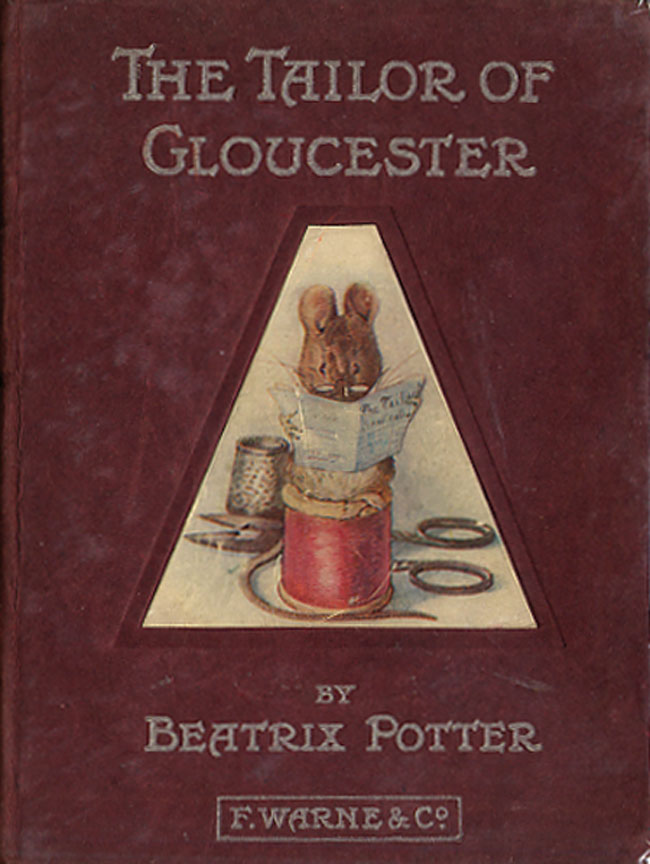
Prima edizione, 1903.

Nel 1902 si sposa clandestinamente il fratello di Beatrix, diventato un artista a tempo pieno dopo aver abbandonato gli studi di Oxford. Anche nella vita sentimentale di Beatrix cambia qualcosa. Nell'ufficio dell'editore conosce Norman Warne, uno dei figli del fondatore della società, Frederick Warne, scomparso nel 1901. In attesa della pubblicazione del suo primo libro, Beatrix decide di produrre in proprio la sua seconda opera: nel dicembre 1902 stampa 500 copie di The Tailor of Gloucester ("Il sarto di Gloucester"), a cui seguirà la storia di uno scoiattolo, The Tale of Squirrel Nutkin ("La storia di Nutkin lo scoiattolo"), che trae spunto anch'essa da una lettera inviata un anno prima a Noel Moore. Entrambe queste storie verranno pubblicate dall'editore Warne nel Natale 1903. Nel frattempo, arrivarono a 50.000 le copie vendute di The Tale of Peter Rabbit. 
A partire dal 1903, Potter si rivelerà molto abile anche nel campo degli affari, promuovendo la creazione di un pupazzo con le sembianze di Peter Rabbit. Negli anni successivi verranno immessi nel mercato anche altri prodotti come libri, giochi da tavolo, carta da parati, figurine, coperte per bambini e servizi da tè. La vendita di tutti questi prodotti venne autorizzata da Frederick Warne & Company e garantì a Potter un reddito indipendente, così come enormi profitti all'editore. La grande popolarità dei libri di Potter risiedeva nella vivace qualità delle sue illustrazioni, la natura non didascalica delle sue storie, la raffigurazione del paesaggio rurale, e le qualità fantasiose assegnate agli animali protagonisti delle storie.
Nel 1905, Potter e Norman Warne iniziarono a frequentarsi nonostante il disaccordo dei genitori della donna, contrari ad avere come genero un commerciante. Tuttavia, la loro relazione durò solamente un mese a causa dell'improvvisa morte di Warne, avvenuta all'età di 37 anni a causa di una leucemia. Dopo la sua scomparsa, Potter impiegò parte dei suoi guadagni e una piccola somma dell'eredità lasciatagli da una zia per acquistare Hill Top Farm, in Near Sawrey, vicino a Lake District. Beatrix e Warne avevano sperato che quel luogo sarebbe diventato la loro residenza per le vacanze, e Beatrix decise di portare a termine questo progetto. Questo luogo la ispirò nella scrittura di altre opere illustrate per bambini, fra cui The Tale of Jemima Puddle-Duck e The Tale of Tom Kitten, che rappresentano Hill Top Farm e la sua vita agricola e riflettono la sua felicità nella vita di campagna.

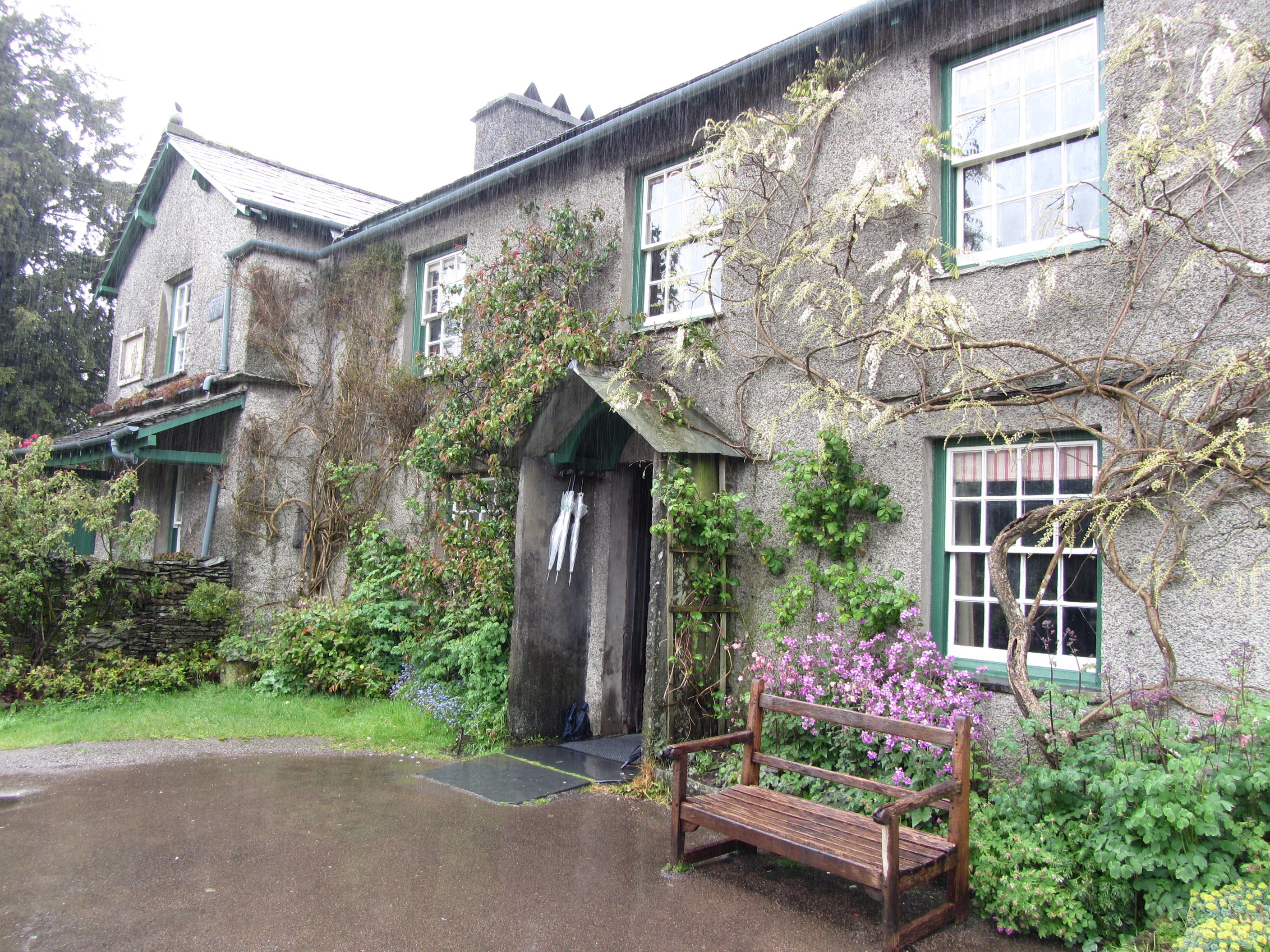
La casa di Beatrix Potter, nell'Hill Top, a Near Sawrey.

A sette anni dal suo trasferimento nel Lake Distrect, Beatrix ricevette una proposta di matrimonio da parte dell'avvocato del paese, William Heelis, che curava i suoi interessi nella gestione della fattoria. Il 15 ottobre 1913 i due si sposarono a Londra nella chiesa di St. Mary Abbots e vissero trent'anni di felice unione, continuando a gestire con fatica e dedizione la proprietà di Hill Top.
Il padre, Rupert Potter, morì nel 1914 con lo scoppio della prima guerra mondiale. Beatrix era ormai diventata una donna ricca; persuase sua madre a trasferirsi nel distretto dei laghi dove trovò per lei una proprietà in affitto a Sawrey, che però successivamente abbandonò per una grande casa a Bowness, nella contea di Cumbria, usata in precedenza come residenza estiva.
Potter continuò a scrivere storie e a disegnare, soprattutto per il proprio piacere. Dall'inizio della sua collaborazione con l'editore Warne, pubblicò ogni anno due o tre piccoli libri, 23 in tutto. L'ultimo libro in questo formato fu il Cecily Parsley's Nursery Rhymes, una raccolta di filastrocche tradizionali pubblicata nel 1922.
Alla fine degli anni venti scrisse dei libri per il pubblico americano: The Fairy Caravan (1929), un libro molto diverso dai precedenti, costituito da più storie legate dalla cornice narrativa di un circo itinerante di animali, raccontato da diversi narratori (cani, pecore, ecc.) che ricordavano l'ambiente della sua fattoria; Sister Anne (1932), una rivisitazione della storia di Barbablù, narrata da topolini ma con protagonisti esseri umani adulti. Entrambi questi libri vennero pubblicati solamente negli Stati Uniti. La sua ultima fatica, Wag by Wall, venne pubblicata postuma nel 1944 dal periodico di letteratura per l'infanzia, con sede a Boston, The Horn Book Magazine.
Dopo il suo trasferimento a Hill Top Farm, gli interessi di Beatrix si erano spostati verso l'agricoltura, l'allevamento delle pecore e la conservazione dell'ambiente.

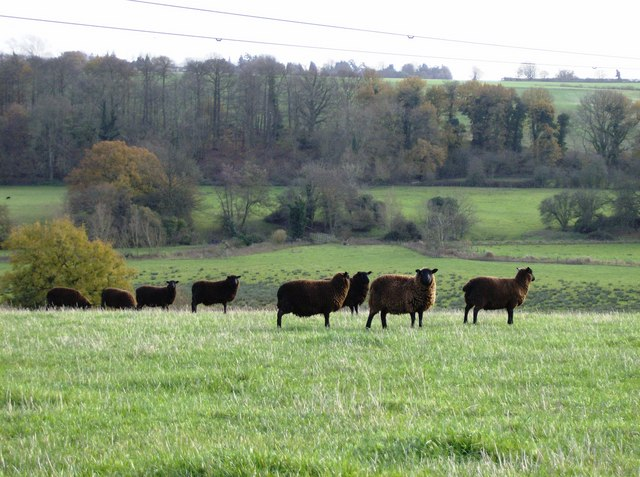
Pecore Herdwick

Potter acquistò nel 1923 una grande fattoria nella Valle di Troutbeck e divenne una dei più importanti allevatori di ovini nella contea, molto apprezzata dai pastori e dagli imprenditori agrari per la sua disponibilità a sperimentare gli ultimi rimedi biologici per le malattie comuni delle pecore.
Nel 1942 fu la prima donna eletta come Presidente dell'associazione Herdwick Sheepbreeders, ma morì prima di assumere la carica.
Morì al Castle Cottage il 22 dicembre 1943 a causa di una polmonite e di complicazioni cardiache, e i suoi resti furono cremati.
Ha lasciato al National Trust quasi tutta la sua proprietà, ora inclusa nel National Park of Lake District, comprendente oltre 4.000 acri (circa 1600 ettari) di terre, sedici fattorie, cottage e mandrie di bestiame e pecore Herdwick. Il marito William Heelis ha continuato a gestire le proprietà e l'eredità letteraria e artistica di Beatrix per i diciotto mesi durante i quali le è sopravvissuto. Alla sua morte nell'agosto del 1945 ha lasciato i beni al National Trust.

## Eredità

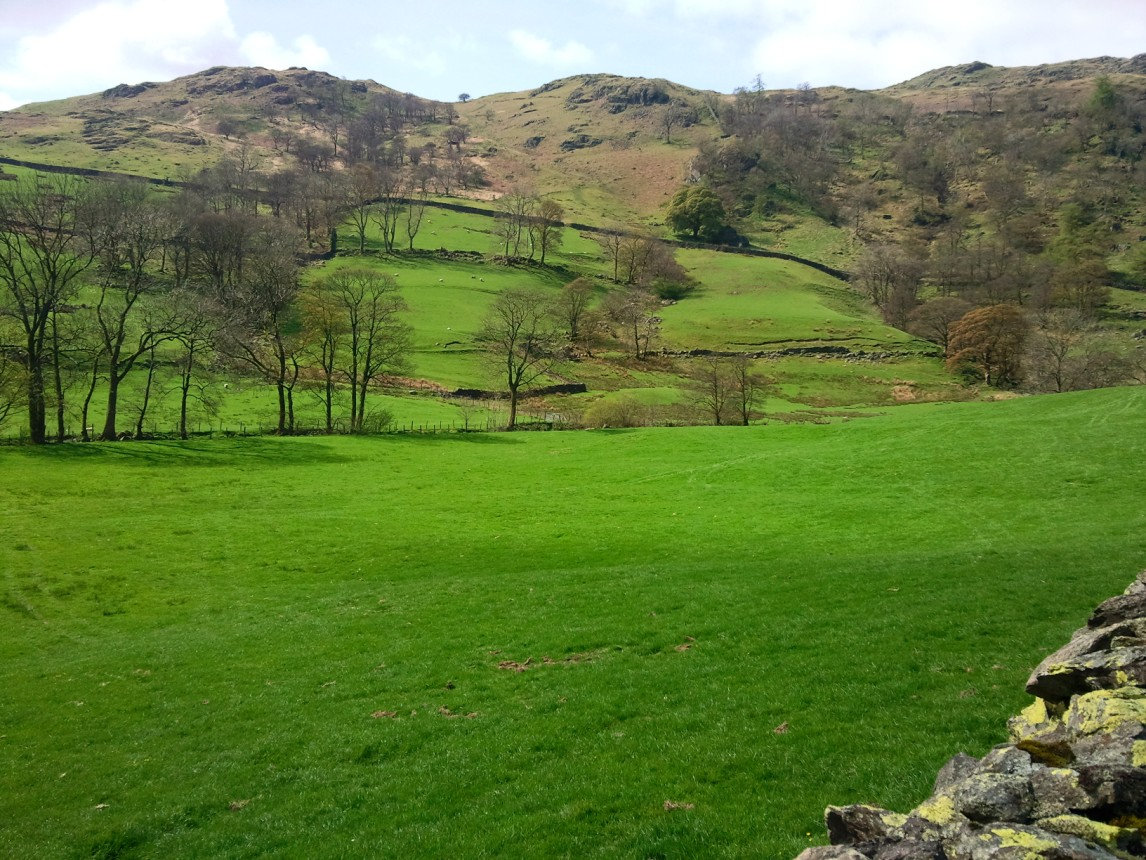
Lake District National Park

Dal 1º gennaio 2014 le opere originali di Beatrix Potter sono diventate di pubblico dominio in Europa e negli altri paesi in cui il copyright decade a 70 anni dalla morte dell'autore. 
Potter ha donato tutti i suoi disegni micologici alla Biblioteca del Museo di Armitt ad Ambleside prima della sua morte.
La più grande collezione pubblica delle sue lettere e disegni è il Lascito Leslie Linder e la Leslie Linder Collection presso il Victoria and Albert Museum di Londra. Negli Stati Uniti, le più grandi collezioni pubbliche sono quelle della Free Library of Philadelphia e la Biblioteca per bambini Cotsen alla Princeton University.
Nel 2015 l'editore Jo Hanks ha scoperto nell'archivio del Victoria and Albert Museum, dove sono conservati tutti i manoscritti di Beatrix Potter, un testo inedito della scrittrice. Inviato nel 1914 all'editore Warne con la promessa di completarlo con le relative illustrazioni, questo lavoro sarebbe invece rimasto incompiuto, a causa dello scoppio della prima guerra mondiale e degli eventi personali che interessarono la vita della scrittrice, come il suo matrimonio e la malattia. Il libro, The Tale of Kitty-in-Boots (La gatta con gli stivali), con le illustrazioni di Quentin Blake, storico illustratore dei libri di Roald Dahl, è stato pubblicato il 1º settembre 2016, in occasione del 150º anniversario di nascita della scrittrice.

## Adattamenti
Nel 1982, la BBC produsse The Tale of Beatrix Potter, un'opera sulla vita dell'illustratrice scritta da John Hawkesworth, diretta da Bill Hayes, con protagonisti Holly Aird e Penelope Wilton rispettivamente nei ruoli di Beatrix da giovane e da adulta.
Tra il 1992 e il 1995 la BBC ha trasmesso la serie d'animazione Il mondo di Peter Coniglio e dei suoi amici, i cui disegni si rifanno allo stile delle illustrazioni di Potter. La serie è arrivata in Italia come home video nel 1995. Ogni episodio è preceduto da un'introduzione live action in cui Beatrix Potter è interpretata dall'attrice Niamh Cusack.
Nel 2006, Chris Noonan ha diretto Miss Potter, un nuovo film sulla vita di Beatrix Potter, la sua carriera e le sue opere. Nel cast sono presenti fra gli attori Renée Zellweger, Ewan McGregor ed Emily Watson.
Il 14 dicembre 2012 negli Stati Uniti, nel Regno Unito e in Irlanda sono stati trasmessi i primi episodi di un cartone dal titolo Peter Rabbit ispirato al personaggio creato da Beatrix Potter. Nel 2013 il programma ha cominciato a essere trasmesso anche in Italia con il titolo di Peter Coniglio su Rai Yoyo.
Il 9 febbraio 2018 viene distribuito negli Stati Uniti (il 22 marzo in Italia) il film Peter Rabbit, che mescola riprese dal vivo e computer grafica. Nell'aprile 2020 è stato distribuito il sequel, Peter Rabbit 2 - Un birbante in fuga.

## Pubblicazioni
I 23 racconti
1. The Tale of Peter Rabbit (1902)
2. The Tale of Squirrel Nutkin (1903)
3. The Tailor of Gloucester (1903)
4. The Tale of Benjamin Bunny (1904)
5. The Tale of Two Bad Mice (1904)
6. The Tale of Mrs. Tiggy-Winkle (1905)
7. The Tale of the Pie and the Patty-Pan (1905)
8. The Tale of Mr. Jeremy Fisher (1906)
9. The Story of a Fierce Bad Rabbit (1906)
10. The Story of Miss Moppet (1906)
11. The Tale of Tom Kitten (1907)
12. The Tale of Jemima Puddle-Duck (1908)
13. The Tale of Samuel Whiskers or The Roly-Poly Pudding (1908)
14. The Tale of the Flopsy Bunnies (1909)
15. The Tale of Ginger and Pickles (1909)
16. The Tale of Mrs. Tittlemouse (1910)
17. The Tale of Timmy Tiptoes (1911)
18. The Tale of Mr. Tod (1912)
19. The Tale of Pigling Bland (1913)
20. Appley Dapply's Nursery Rhymes (1917)
21. The Tale of Johnny Town-Mouse (1918)
22. Cecily Parsley's Nursery Rhymes (1922)
23. The Tale of Little Pig Robinson (1930)

Traduzioni italiane
- La storia di Peter Coniglio (The Tale of Peter Rabbit), traduzione di Donatella Ziliotto, 1988 Sperling & Kupfer (ISBN 88-200-0781-9)
- La storia di Nutkin scoiattolo (The Tale of Squirrel Nutkin), trad. di Donatella Ziliotto, 1988 Sperling & Kupfer  (ISBN 88-200-0779-7)
- Il sarto di Gloucester (The Tailor of Gloucester), traduzione di Donatella Ziliotto, 1988 Sperling & Kupfer (ISBN 88-200-0778-9)
- La storia di Benjamin Coniglio (The Tale of Benjamin Bunny), 1988, Sperling & Kupfer  (ISBN 88-200-0786-X)
- La storia di due topini cattivi (The Tale of Two Bad Mice), 1988, Sperling & Kupfer (ISBN 88-200-0784-3)
- La storia di una torta e una tortiera (The Tale of Pie and the Patty-Pan), 1990 Sperling & Kupfer (ISBN 88-200-1075-5)
- La storia della signora Trovatutto (The Tale of Tiggy-Winkle), 1988 Sperling & Kupfer (ISBN 88-200-0787-8)
- La storia del signor Jeremy Pescatore (The Tale of Jeremy Fisher), 1990 Sperling & Kupfer (ISBN 88-200-0780-0)
- La storia del coniglietto cattivo (The Tale of a Fierce Bad Rabbit), 1990 Sperling & Kupfer (ISBN 88-200-1078-X)
- La storia della micina Moppet (The Tale of Miss Moppet), 1990 Sperling & Kupfer (ISBN 88-200-1079-8)
- La storia di Tom Micio (The tale of Tom Kitten), 1988 Sperling & Kupfer (ISBN 88-200-0782-7)
- La storia di Jemima Anatra de' Stagni (The Tale of Jemima Puddle-Duck), 1988 Sperling & Kupfer (ISBN 88-200-0788-6)
- La storia di Samuel Baffetti (The Tale of Samuel Whiskers or, The Roly-Poly Pudding), 1994 Sperling & Kupfer (ISBN 88-200-1891-8)
- La storia dei coniglietti Flopsy (The Tale of the Flopsy Bunnies), 1988 Sperling & Kupfer (ISBN 88-200-0783-5)
- La storia di Ginger e Cetriolino (The Tale of Ginger and Pickles), 1990 Sperling & Kupfer (ISBN 88-200-1076-3)
- La storia della signora Topolina (The Tale of Mrs. Tittlemouse), 1988 Sperling & Kupfer (ISBN 88-200-0789-4)
- La storia di Timmy Puntappiè (The Tale of Timmy Tiptoes), 1988 Sperling & Kupfer (ISBN 88-200-0785-1)
- La storia del signor Tod (The Tale of Mr. Tod), 1988 Sperling & Kupfer (ISBN 88-200-1072-0)
- La storia di Bland porcellino (The Tale of Pigling Bland), 1990 Sperling & Kupfer (ISBN 88-200-1073-9)
- La storia di Johnny topo di città (The Tale of Johnny, Town-Mouse), 1990 Sperling & Kupfer (ISBN 88-200-1071-2)
- Le filastrocche di Cecily Erbetta (Cecily Parsley's Nursery Rhymes), 1990 Sperlig & Kupfer (ISBN 88-200-1081-X)
- La storia del porcellino Robinson (The Tale of Little Pig Robinson), 1990 Sperling & Kupfer (ISBN 88-200-1077-1)

Nel XXI secolo sono state pubblicate traduzioni italiane che raccolgono in un unico volume tutti i ventitré libri (incluso Appley Dapply's Nursery Rhymes, l'unico a non essere stato tradotto da Sperling & Kupfer negli anni 1980-1990):  Beatrix Potter, Il mondo di Beatrix Potter, traduzione di Chiara Carminati, Mondadori, 2016, ISBN 8804658797 e  Beatrix Potter, Le storie di Beatrix Potter, traduzione di Elena Spagnoli, Pulce, 2021, ISBN 8836280064.
Altre opere
1. Peter Rabbit's Painting Book (1911)
2. Tom Kitten's Painting Book (1917)
3. Jemima Puddle-Duck's Painting Book (1925)
4. Peter Rabbit's Almanac for 1929 (1928)
5. The Fairy Caravan (1929)
6. Sister Anne (illustrato da Katharine Sturges) (1932)
7. Wag-by-Wall (1944)
8. The Tale of the Faithful Dove (illustrato da Marie Angel) (1955, 1970)
9. The Sly Old Cat (scritto nel 1906, pubblicato nel 1971)
10. The Tale of Tuppenny (illustrato da Marie Angel) (1973)
11. The Tale of Kitty-in-Boots (2016);[55] traduzione italiana: La gatta con gli stivali, illustrato da Quentin Blake, traduzione di Angela Ragusa, Mondadori, 2016 (ISBN 978-88-04-66913-5)